# Outre-mer La Première (réseau)
« RFO » redirige ici. Pour les autres significations, voir RFO (homonymie).
Pour les articles homonymes, voir La Première.
Outre-mer La Première (souvent abrégé Outre-mer La 1re ou encore La 1re) est un réseau de télévision et de radiodiffusion public français détenu par France Télévisions. Il est composé de neuf chaînes de télévision et neuf stations de radio de proximité diffusées dans l'outre-mer français, ainsi que d'une webradio nationale (Outre-mer La Première). De plus, il est l'opérateur des multiplex ROM1 et ROMU de la TNT en outre-mer.
Créé le 14 septembre 1954, le service de la Radiodiffusion de la France d'outre-mer (RFOM) regroupe alors les radios d'outre-mer. Il connaît différents noms au fil des années (SORAFOM en 1955, OCORA en 1964, FR3 DOM-TOM en 1975) et s'enrichit de chaînes de télévision locales dans les années 1960. Le 17 septembre 1982, le réseau devient une société nationale de programme dénommée Société de radiodiffusion et de télévision pour l'outre-mer, plus communément appelée RFO. Elle est rebaptisée Réseau France Outre-mer (RFO) le 15 septembre 1998 et devient une filiale de France Télévisions le 9 juillet 2004. Elle devient Outre-mer Première le 30 novembre 2010, puis Outre-mer La Première le 1er janvier 2018.
Sa couleur d'identification au sein du groupe de télévision public est le jaune.

## Histoire du réseau

### 1929-1954: Les premières radios d'outre-mer
En 1929, La Réunion est le premier DOM-TOM à se doter d'une station de radio, Radio Saint-Denis. D'autres radios sont à leur tour lancées dans les autres DOM-TOM : Radio Club à Saint-Pierre-et-Miquelon en 1930, Radio Nouméa Amateur en Nouvelle-Calédonie en juin 1937, Radio Martinique en Martinique en octobre 1937, Radio Guadeloupe en Guadeloupe, à Saint-Barthélemy et à Saint-Martin en 1937, Radio Tahiti en Polynésie française en 1949, et Radio Cayenne en Guyane en juin 1951.

### 1954-1975: De la RFOM à l'ORTF
Le décret du 14 septembre 1954 crée le service de la Radiodiffusion de la France d'outre-mer (RFOM), qui regroupe toutes les radios d'outre-mer. Elle est placée sous la tutelle du ministère de la France d'outre-mer,,.
Le 20 janvier 1955, la RFOM est remplacée par la Société de radiodiffusion de la France d'outre-mer (SORAFOM), placée sous l'autorité de la Société financière de radiodiffusion (SOFIRAD), qui gère les participations de l'État dans les stations de radiodiffusion et de télévision,.
En février 1961, la SORAFOM crée Radio Comores à Mayotte.
Le 14 avril 1964, la SORAFOM est remplacée par l'Office de coopération radiophonique (OCORA). Cette dernière se voit rapidement placée sous la direction de la nouvelle Office de radiodiffusion-télévision française (ORTF) créée quelques mois plus tard,. L'ORTF lance la chaîne de télévision locale ORTF Martinique en juillet 1964, puis les chaînes ORTF Guadeloupe et ORTF Réunion en décembre de la même année, Télé Nouméa et Télé Tahiti en octobre 1965, ORTF Guyane en janvier 1967 et ORTF Saint-Pierre-et-Miquelon en avril de la même année.

### 1975-1982: FR3 DOM-TOM
Le 31 décembre 1974, l'ORTF est démantelé en sept sociétés. Trois sociétés nationales de programmes de télévision autonomes et concurrentes sont créées le 6 janvier 1975 : Télévision Française 1 (TF1), Antenne 2 (A2) et France Régions 3 (FR3),. L'OCORA, qui rassemble les stations de radio et de télévision d'outre-mer, est confiée à France Régions 3 (FR3) au sein d'une délégation appelée FR3 DOM-TOM,. Les chaînes de télévision locale sont renommées du nom du lieu géographique de diffusion précédé de FR3, comme FR3 Martinique.
En avril 1979, l'État français lance la radio FR3 Wallis-et-Futuna à Wallis-et-Futuna.

### 1982-1998: RFO
Le décret du 17 septembre 1982 créé la société nationale de programme de radiodiffusion sonore et de télévision pour l'outre-mer, dénommée Société de radiodiffusion et de télévision pour l'outre-mer, et communément appelée RFO. Le capital est détenu à 47,5 % par France Régions 3 puis France 3, à 40 % par l'État, et à 12,5 % par Radio France. La nouvelle société est autonome et possède son propre président-directeur général. Les chaînes de télévision locale sont renommées du nom du lieu géographique de diffusion précédé de RFO, comme RFO Martinique.
Entre 1983 et 1988, un second canal de télévision est mis en service en Martinique, en Guadeloupe, en Guyane française, à la Réunion, à Saint-Pierre-et-Miquelon, en Nouvelle-Calédonie et en Polynésie française. En 1986, RFO lance RFO Mayotte et RFO Wallis-et-Futuna. En avril 1988, les chaînes d'outre-mer sont renommées RFO 1 et RFO 2 puis de 1987 à 1992 sur M6 (Métropole Télévision) avec quelques émissions dans les dom-tom puis Kromatik l'émission musicale.
En 1985, RFO crée l'Agence Internationale d'Images de Télévision (AITV) pour fournir des images d'actualité à l'ensemble des télévisions francophones du continent africain, à plus de 25 télévisions latino-américaines en espagnol et au Proche-Orient en anglais.
Le 15 mars 1994, RFO inaugure la première liaison satellite par compression numérique entre Paris et la Nouvelle-Calédonie. Les Néo-Calédoniens peuvent alors accéder à des programmes en quantité et en qualité, avec seulement quelques jours de décalage par rapport à la métropole, voire en direct. Jusqu'alors, ils devaient attendre presque un mois, le temps que les émissions soient acheminées sur cassettes par avion. Le PDG Gérard Belorgey compte étendre la diffusion satellite par compression numérique à toutes les stations de RFO puis de 1994 à 2000 quelques émissions dans les dom-tom qui diffuse sur La Cinquième.
En 1995, le groupe crée le Prix RFO du livre qui récompense un ouvrage francophone de fiction ayant un lien avec l'outre-mer français ou les zones géographiques et géopolitiques environnantes.
En 1996, RFO se voit réformée à la suite d'une grève des stations privées de La Réunion qui contestent le monopole de la RFO en outre-mer. La société publique ne peut plus utiliser gratuitement aux programmes de TF1 et doit supprimer la publicité de RFO 2. Les radios doivent se soumettre aux mêmes règles très restrictives d'accès au marché publicitaire que Radio France.
En février 1997, Jean-Marie Cavada devient le nouveau président de RFO. Il a pour priorité d'offrir une meilleure « visibilité » aux programmes de la société en France métropolitaine, où vivent plus de 1,5 million de Français originaires d'outre-mer. Ainsi, le groupe lance le 25 mars 1998 RFO Sat, une nouvelle chaîne de télévision consacrée à l'outre-mer et diffusée sur le câble et les bouquets satellite (Canalsatellite et TPS). La chaîne, qui ne diffuse au départ que quatre heures par jour, reprend les programmes des chaînes locales d'outre-mer. En 1998, RFO déménage dans son nouveau siège situé à Malakoff, dans la banlieue parisienne. Les salariés jusqu'alors répartis sur différents sites sont regroupés dans un nouveau bâtiment de 7 400 m2. À cette occasion, les équipements et réseaux sont modernisés et les installations techniques passent au numérique. Certaines stations locales changent également de siège comme celles de Polynésie, de Guyane et de Guadeloupe.

### 1998-2010: Réseau France Outre-mer (RFO)
Le 15 septembre 1998, la société de programme est rebaptisée « Réseau France Outre-mer », gardant le même sigle RFO. À la suite de ce changement, RFO 2 devient Tempo, une chaîne culturelle et éducative dont les programmes sont issus de ceux du service public (France Télévisions, Arte) et aussi de TF1 (jusqu'en 2003). Le 1er janvier 1999, les chaînes RFO 1 sont renommées Télé Pays (où Pays est remplacé par le nom du DOM-TOM), et en février, les radios sont à leur tour renommées Radio Pays. Les Télé Pays reprennent les émissions des chaînes métropolitaines (France Télévisions, TF1...) et produisent leurs propres émissions locales. Elles diffusent également des programmes dits « de réseau », c'est-à-dire qui ont été créés par l'une des neuf stations d'outre-mer à destination de toutes les autres,,,.
À la suite de la loi du 9 juillet 2004, la société de programme Réseau France Outre-mer (RFO) est intégrée au groupe audiovisuel public France Télévisions, par fusion-absorption de la société RFO Participations. RFO conserve son statut de société anonyme à conseil d'administration mais qui est désormais présidé par le PDG de France Télévisions,,. À la suite de cette intégration, le 25 février 2005, la chaîne RFO Sat est renommée France Ô, dans le même esprit que les autres chaînes du groupe,. France Ô intègre la TNT d'abord en Île-de-France le 24 septembre 2007, puis sur l'ensemble du territoire français le 8 juin 2010.
Le 21 juin 2008, RFO lance la webradio Radio Ô. Au départ essentiellement consacrée à la musique d'outre-mer, elle diffuse progressivement des émissions d'informations et d'autres programmes.

### 2010-2018: Outre-mer Première
Le 30 novembre 2010, la télévision numérique terrestre (TNT) arrive en outre-mer. À cette occasion, Réseau France Outre-mer (RFO) change de nom pour devenir Outre-mer Première, et adopte un nouveau logo. La société a été choisie par le CSA pour être l'opérateur du multiplex ROM1 de la TNT d'outre-mer, diffusant les chaînes de France Télévisions, Arte et France 24. Pour libérer de la place pour la TNT, la chaîne Tempo s'arrête. Chaque DOM-TOM ne possède alors plus qu'une télévision locale et une radio locale du nom de Pays Première. Les chaînes de télévision locales ne peuvent plus reprendre les programmes des chaînes nationales de France Télévisions car ces dernières sont désormais diffusées en outre-mer. Elles doivent donc devenir des chaînes de plein exercice avec leurs propres grilles de programmes.

### Depuis 2018: Outre-mer La Première
Le 1er janvier 2018, Outre-mer Première devient Outre-mer La Première, à la suite d'une médiation intervenue entre France Télévisions et le Groupe M6, propriétaire de la chaîne câblée Paris Première, qui voyait, rien que sur le nom, un risque de confusion entre cette dernière et les chaînes du réseau public ultramarin pour les téléspectateurs. Ceci a poussé la chaîne câblée a saisir le Tribunal de Grande Instance en 2012 qui a déclaré sa demande inacceptable, mais celui-ci a, en revanche, demandé une période de médiation qui a duré 18 mois et un accord a finalement été conclu en 2014. Cet accord prévoit notamment d'introduire entre le nom de la localité et le suffixe « Première », un article déterminant qui est dans ce cas, « La ». Ainsi par exemple en Guadeloupe, la dénomination des services de télévision et de radio devient Guadeloupe La Première et la même formulation s'applique à toutes les stations régionales d'outre-mer.
Le 15 janvier 2020, les chaînes de France Télévisions ainsi qu'Arte passent en haute définition sur le satellite en outre-mer (sauf en Nouvelle-Calédonie et à Wallis-et-Futuna).
À partir de septembre 2020 et à la suite de la libération des fréquences exploitées par France Ô après son arrêt en août 2020, les chaînes du réseau Outre-mer La Première peuvent passer en haute définition sur la TNT.
Depuis janvier 2022, tous les services de télévision du réseau Outre-mer La Première sont diffusés en haute définition sur la TNT et le satellite.
En janvier 2024, la société Outre-mer La Première est choisie par l'Arcom pour être l'opérateur du multiplex ROMU de la TNT d'outre-mer, diffusant la chaîne France 2 en qualité UHD.

## Identité visuelle

### RFO puis Réseau France Outre-mer (RFO)
En 1990, l'agence Gédéon crée le logo de RFO : trois carrés de couleurs (vert, orange et bleu) avec les lettres inscrites à l'intérieur en blanc. En 1999, l'agence Dragon rouge conserve les trois carrés de couleur mais change l'ordre des couleurs et déplace les lettres pour les écrire en haut à droite de chaque carré.
À la suite de la loi du 9 juillet 2004, Réseau France Outre-mer (RFO) est intégrée à France Télévisions,. Le 23 mars 2005, la société arbore une identité visuelle plus proche des autres chaînes du groupe avec un changement de logo : des trapèzes et la couleur orange, tout comme la chaîne France Ô.

Logo de RFO du 1er janvier 1983 au 4 mars 1990. Le logo incrusté apparaît en 1987 et est composé des sigles « RFO » avec la même typographie que dans le logo[39],[40],[41].
Logo de RFO du 5 mars 1990 au 1er février 1999.
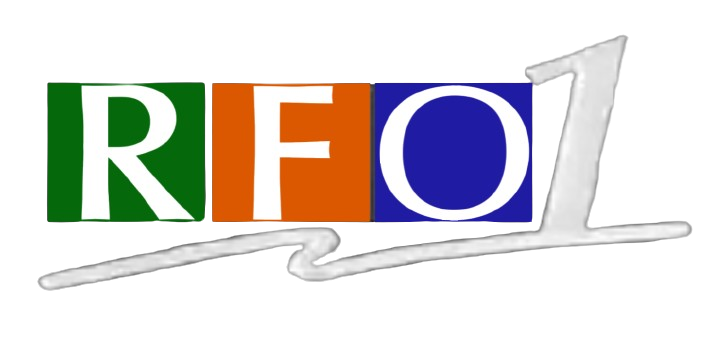
Logo de RFO 1 utilisé entre 1990 et 1994.
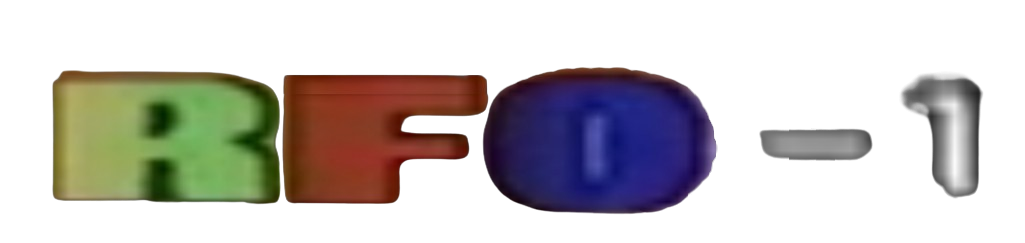
Variante du logo de RFO 1 utilisée entre 1990 et 1994 (en lettres blanches pour le logo incrusté)[42].
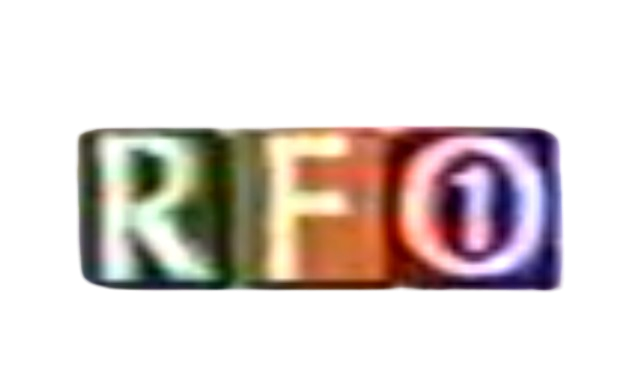
Logo de RFO 1 utilisé de 1994 à 1999[43].
Logo de Réseau France Outre-mer (RFO) du 1er février 1999 au 23 mars 2005.
Logo promotionnel de Réseau France Outre-mer (RFO) à l'occasion de l'intégration à France Télévisions le 9 juillet 2004.
Logo de Réseau France Outre-mer (RFO) du 23 mars 2005 au 7 avril 2008.
Logo de Réseau France Outre-mer (RFO) du 7 avril 2008 au 30 novembre 2010.
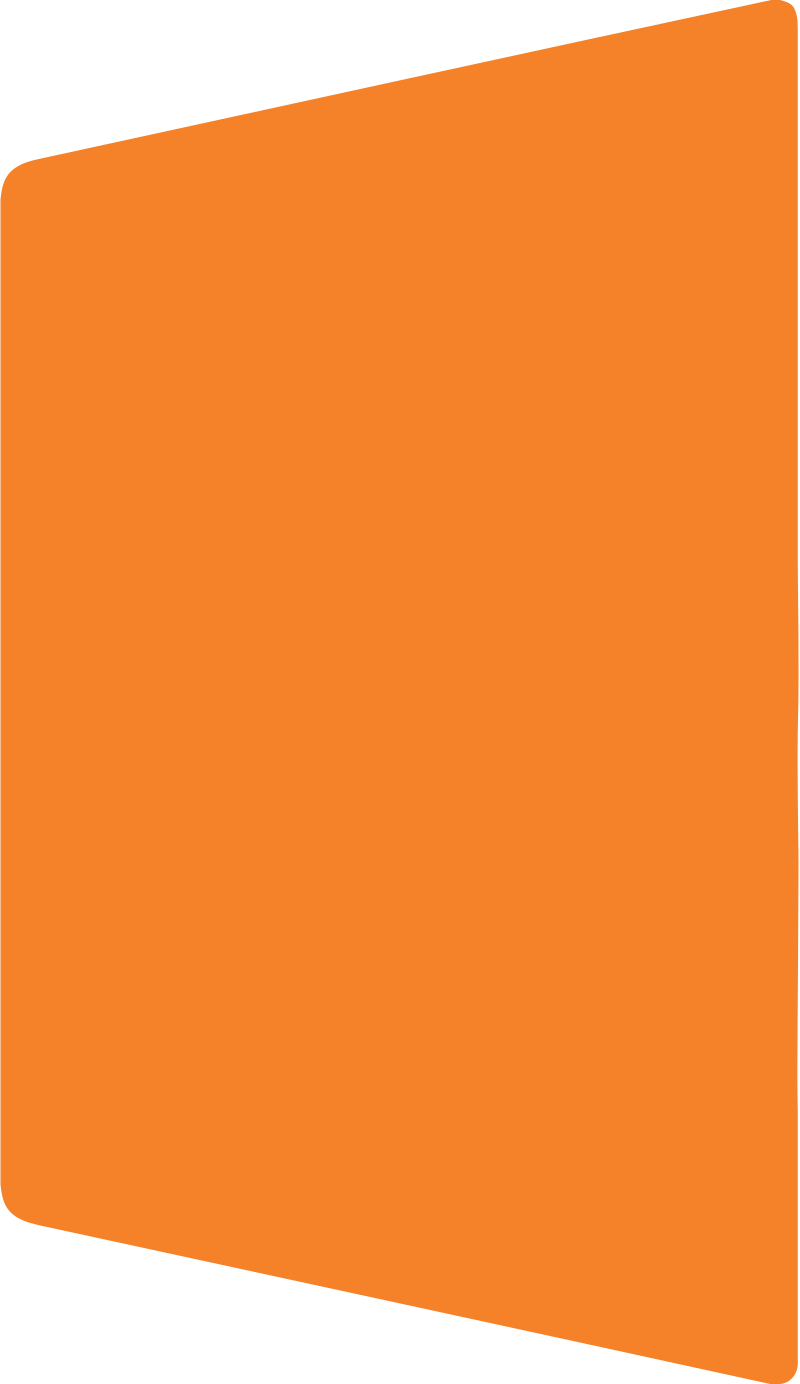
Variante du logo de Réseau France Outre-mer (RFO) diffusé à l'écran du 23 mars 2005 au 30 novembre 2010. Aussi diffusée en blanc et en marron[44],[45].

### Outre-mer Première puis Outre-mer La Première
Le 30 novembre 2010, Réseau France Outre-mer (RFO) devient Outre-mer Première,. Ce dernier adopte un nouveau logo calqué sur ceux des autres chaînes de France Télévisions : un trapèze de couleur jaune avec le chiffre 1 inscrit en blanc à l'intérieur,.
Le 8 décembre 2017, France Télévisions dévoile les nouveaux logos de ses chaînes, en forme de point de chaque couleur selon ces dernières, qui ont été mis à l'antenne le 29 janvier 2018. Parallèlement, le 1er janvier 2018, Outre-mer Première devient Outre-mer La Première.
Lors des changements fait aux chaînes nationales en juin 2025, notamment le regroupement sous la marque france.tv, Outre-mer La Première garde son habillage et son logo, à noter que La Première n'avait pas fait les changements d'habillages de 2022 en faisant apparaitre le logo france.tv durant ses bandes annonces.

Logo de Outre-mer Première du 30 novembre 2010 au 28 janvier 2018.
Logo officiel de Outre-mer Première, utilisé sur les supports papier du 30 novembre 2010 au 28 janvier 2018.
Logo de Outre-mer La Première depuis le 29 janvier 2018.
Logo alternatif de Outre-mer La Première depuis le 29 janvier 2018.

Autres logos

Logo de Outre-mer Première utilisé sur le site internet de France Télévisions de 2012 au 9 mai 2017.
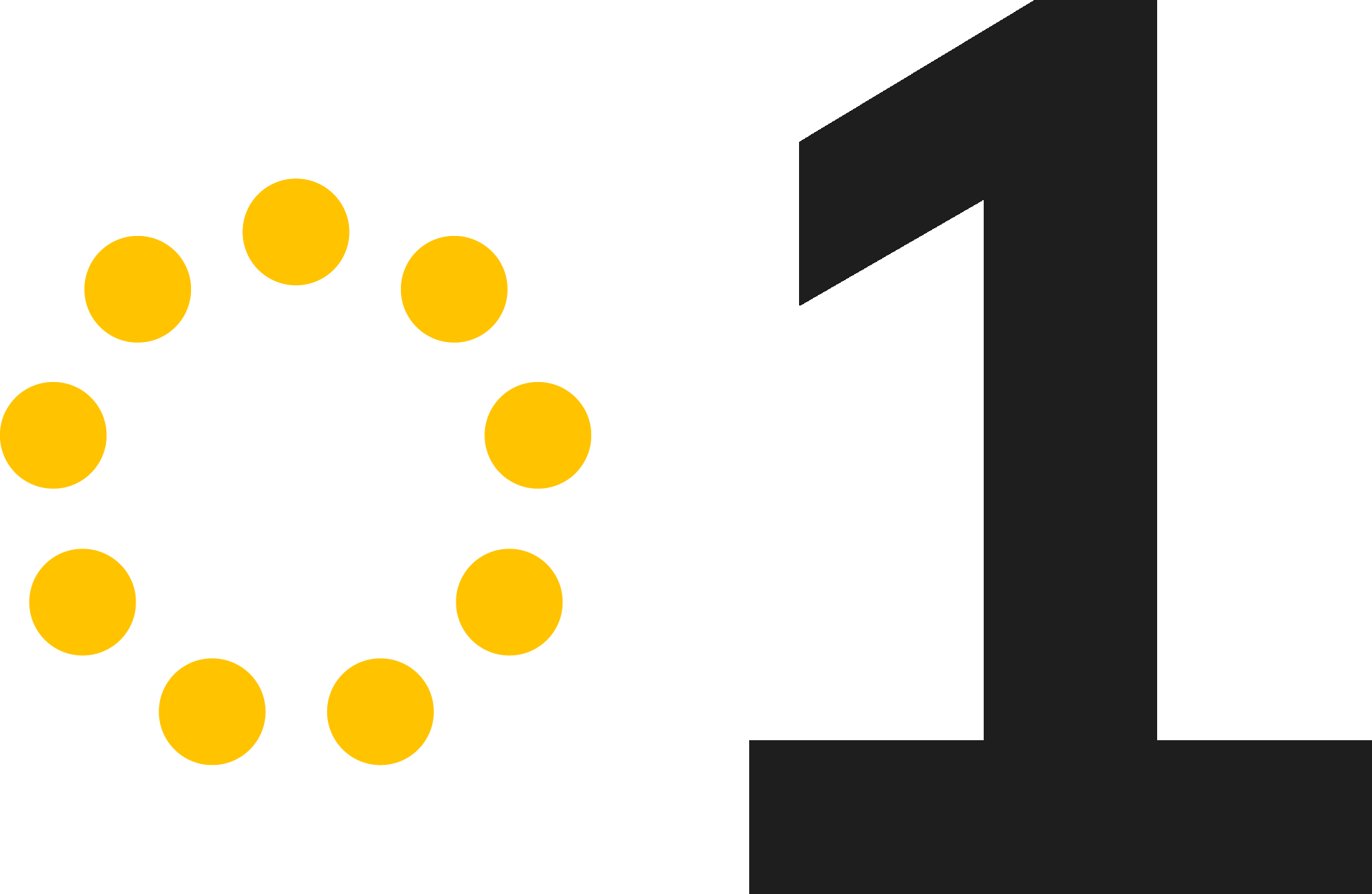
Logo du Portail des outre-mer depuis le 3 juin 2020.

## Organisation

### Dirigeants
De 1955 à 1962, la Société de radiodiffusion de la France d'outre-mer (SORAFOM) est dirigée par un président, puis de 1962 à 1969, l'Office de coopération radiophonique (OCORA) est dirigée par un directeur général. La société est ensuite sous la direction des organismes la chapeautant : l'Office de radiodiffusion-télévision française (ORTF) de 1969 à 1974, et France Régions 3 (FR3) de 1975 à 1982. De 1982 à 2004, la Société de radiodiffusion et de télévision pour l'outre-mer ou RFO puis Réseau France Outre-mer (RFO) est une société nationale de programme qui possède son propre président-directeur général.
Depuis la loi du 9 juillet 2004, Réseau France Outre-mer (RFO), puis Outre-mer Première, puis Outre-mer La Première est intégrée au groupe audiovisuel public France Télévisions,. Son président-directeur général est donc celui de sa maison mère, et un directeur général lui est délégué.

### Présidents-directeurs généraux
- PDG de France Télévisions : depuis le 9 juillet 2004.

### Directeurs généraux
- François Guilbeau : 22 juillet 2004 - décembre 2007[51] ;
- Yves Garnier : décembre 2007 - août 2010[52] ;
- Claude Esclatine : 1er septembre 2010 - février 2013[53] ;
- Michel Kops : février 2013 - 9 mai 2016[54] ;
- Wallès Kotra : 9 mai 2016[55] - 4 novembre 2019 ;
- Sylvie Gengoul : depuis le 4 novembre 2019.

### Capital
À sa constitution en 1982, la Société de radiodiffusion et de télévision pour l'outre-mer ou RFO est détenue à 47,5 % par France Régions 3, à 40 % par l'État, et à 12,5 % par Radio France.
Depuis la loi du 9 juillet 2004, Réseau France Outre-mer (RFO), puis Outre-mer Première, puis Outre-mer La Première est intégrée au groupe audiovisuel public France Télévisions par fusion-absorption de la société RFO Participations,,. Sa société mère, France Télévisions, est détenue à 100 % par l'État français via l'agence des participations de l'État (APE).

### Mission
Les missions d'Outre-mer La Première sont précisées dans le cahier des charges de France Télévisions, fixé par le décret no 2009-796 du 23 juin 2009.

« Outre-mer La Première est un réseau de services régionaux généralistes de télévision et de radio diffusés en outre-mer qui privilégient la proximité dans leur offre de programmes. Ces services font appel à tous les genres dans une ligne éditoriale proche des cultures et environnements des territoires ultra-marins français et contribuent à l'expression des langues régionales.
France Télévisions assure également la continuité territoriale des programmes des services de télévision et de radio édités par les sociétés nationales de programme ou leurs filiales répondant à des missions de service public, de la métropole vers l'outre-mer et de l'outre-mer vers la métropole.
La programmation quotidienne des Outre-mer La Première comprend des journaux d'information concernant l'actualité locale, régionale, nationale et internationale. Ces services programment des émissions traitant de la vie des populations d'outre-mer à travers leur culture, leur histoire, leurs traditions et leurs spécificités économiques et sociales. »

— Article 3 du décret no 2009-796 du 23 juin 2009.

### Siège et implantations locales
Le premier siège social de RFO, à sa création en 1982, est situé au 13-15 rue Cognacq-Jay dans le 7e arrondissement de Paris. Cet immeuble abrite d'autres chaînes comme TF1, Antenne 2 et France Régions 3. Plus tard, le siège se situe au centre Bourdan, au 5 avenue du Recteur-Poincaré dans le 16e arrondissement, mais la présidence siège au 173 rue de la Croix-Nivert dans le 15e arrondissement. La société loue également des sites périphériques à Paris : avenue de Versailles et rue Jean-de-La-Fontaine (1986), avenue Milleret-de-Brou (1990), boulevard Ney (1993) et rue du Ranelagh (1994). Le centre Bourdan et les sites périphériques représentent 5 767 m2,.
Depuis 1998, le siège de Réseau France Outre-mer (RFO), puis Outre-mer Première, puis Outre-mer La Première se situe au 35-37 rue Danton à Malakoff, dans la banlieue parisienne. Le réseau rassemble ainsi tous ses salariés dans un seul bâtiment de 7 653 m2 dont 3 396 m2 de locaux techniques et 4 257 m2 de bureaux de toute nature. L'achat de cet immeuble, d'une valeur de 140 millions de francs, s'est fait en échange de la vente de l'ancien siège, le centre Bourdan,.
Le réseau est implanté localement dans chaque région, département ou collectivité d'outre-mer :
- À Baie-Mahault en Guadeloupe[63] ;
- À Remire-Montjoly en Guyane[64] ;
- À Fort-de-France en Martinique[65] ;
- À Pamandzi à Mayotte[66] ;
- À Nouméa en Nouvelle-Calédonie[67] ;
- À Fa'a'ā en Polynésie française[68] ;
- À Saint-Denis à La Réunion[69] ;
- À Saint-Pierre à Saint-Pierre-et-Miquelon[70] ;
- À Mata-Utu à Wallis-et-Futuna[71].

## Activités

### Radio et télévision
Outre-mer La Première gère neuf chaînes de télévision et neuf stations de radio généralistes de proximité, diffusées dans les onze régions, départements ou collectivités d'outre-mer habitées. Elles portent le nom de Pays La Première, où Pays est remplacé par le nom du DROM-COM. Le groupe détient également la webradio nationale Outre-mer La Première.
| DROM-COM                                 | Radio | Radio                                                                                   | Radio            | Télévision | Télévision                                                                                  | Télévision       |
| DROM-COM                                 | Logo  | Station                                                                                 | Date de création | Logo       | Chaîne                                                                                      | Date de création |
| ---------------------------------------- | ----- | --------------------------------------------------------------------------------------- | ---------------- | ---------- | ------------------------------------------------------------------------------------------- | ---------------- |
| Guadeloupe Saint-Barthélemy Saint-Martin |       | Guadeloupe La Première Station de radio en français et en créole guadeloupéen.          | 1937             |            | Guadeloupe La Première Chaîne de télévision en français et en créole guadeloupéen.          | 22 décembre 1964 |
| Guyane                                   |       | Guyane La Première Station de radio en français et en créole guyanais.                  | 9 juin 1951      |            | Guyane La Première Chaîne de télévision en français et en créole guyanais.                  | 13 janvier 1967  |
| Martinique                               |       | Martinique La Première Station de radio en français et en créole martiniquais.          | 22 octobre 1937  |            | Martinique La Première Chaîne de télévision en français et en créole martiniquais.          | 12 juillet 1964  |
| Mayotte                                  |       | Mayotte La Première Station de radio en français et en mahorais.                        | février 1961     |            | Mayotte La Première Chaîne de télévision en français et en mahorais.                        | 21 décembre 1986 |
| Nouvelle-Calédonie                       |       | Nouvelle-Calédonie La Première Station de radio en français.                            | 3 juin 1937      |            | Nouvelle-Calédonie La Première Chaîne de télévision en français.                            | 19 octobre 1965  |
| Polynésie française                      |       | Polynésie La Première Station de radio en français et en tahitien.                      | 1949             |            | Polynésie La Première Chaîne de télévision en français et en tahitien.                      | 3 octobre 1965   |
| La Réunion                               |       | Réunion La Première Station de radio en français et en créole réunionnais.              | 1929             |            | Réunion La Première Chaîne de télévision en français et en créole réunionnais.              | 24 décembre 1964 |
| Saint-Pierre-et-Miquelon                 |       | Saint-Pierre-et-Miquelon La Première Station de radio en français.                      | 1930             |            | Saint-Pierre-et-Miquelon La Première Chaîne de télévision en français.                      | 20 avril 1967    |
| Wallis-et-Futuna                         |       | Wallis-et-Futuna La Première Station de radio en français, en wallisien et en futunien. | 21 avril 1979    |            | Wallis-et-Futuna La Première Chaîne de télévision en français, en wallisien et en futunien. | 1986             |

| Logo | Nom                                                               | Date de création |
| ---- | ----------------------------------------------------------------- | ---------------- |
|      | Outre-mer La Première Webradio nationale consacrée à l'outre-mer. | 21 juin 2008     |

#### Anciennes chaînes
- RFO Sat : chaîne généraliste nationale consacrée à l'outre-mer créée le 25 mars 1998. Elle est remplacée par France Ô le 25 février 2005.
- Tempo : chaîne généraliste locale d'outre-mer créée en 1983. Elle cesse d'émettre le 30 novembre 2010.
- France Ô : chaîne généraliste nationale consacrée à l'outre-mer créée le 25 février 2005. Elle cesse ses programmes le 24 août 2020[72].

### Internet
Début juin 2020, France Télévisions lance une nouvelle offre numérique interactive et multiformats baptisée le Portail des outre-mer et liée à France Info. Le réseau Outre-mer La Première est également présent sur la plateforme France.tv.

### Autres
L'Agence Internationale d'Images de Télévision (AITV) est une agence de presse et de production d'images télévisées spécialisée sur l'actualité d'Afrique et du Proche-Orient.
France Télévisions Publicité Inter Océan (FTPIO) est la régie publicitaire des chaînes d'outre-mer. Auparavant, Régie Inter Océans a été chargée de la régie publicitaire de RFO.

### Opérateur de multiplex
Outre-mer La Première est l'opérateur des multiplex ROM1 et ROMU de la télévision numérique terrestre (TNT) d'outre-mer,. Il diffuse :
- quatorze chaînes publiques de France Télévisions : les neuf chaînes de proximité La 1re et les cinq chaînes nationales France 2 (et sa version UHD), France 3, France 4, France 5 et France Info ;
- la chaîne publique nationale Arte ;
- plusieurs chaînes locales privées ou associatives.